# Cerasana lemeemagdalenae
Cerasana lemeemagdalenae är en fjärilsart som beskrevs av Lemee. Cerasana lemeemagdalenae ingår i släktet Cerasana och familjen tandspinnare. Inga underarter finns listade i Catalogue of Life.